# جيمس نونالي
جيمس نونالي (بالإنجليزية: James Nunnally)‏ مواليد 14 يوليو 1990 في سان هوزيه، هو لاعب كرة سلة محترف أمريكي بدأ مسيرته الاحترافية في سنة 2012 يلعب في ليغا باسكيت الدرجة الأولى ويحمل الرقم 21. لعب كرة السلة الجامعية في جامعة كاليفورنيا.

## فرق لعب لها
- أتلانتا هوكس
- فيلادلفيا سفنتي سيكسرز
- سي بي إستوديانتس

## إحصائيات المسيرة

### الموسم الاعتيادي
| السنة   | الفريق                 | لعب | بدأ | دقيقة | ميداني% | ثلاثية | حرة  | ارتداد | صنع | استلاب | تصدي | نقطة |
| ------- | ---------------------- | --- | --- | ----- | ------- | ------ | ---- | ------ | --- | ------ | ---- | ---- |
| 2013–14 | أتلانتا هوكس           | 4   | 0   | 13.5  | .333    | .300   | .750 | 2.0    | .5  | .3     | .3   | 4.5  |
| 2013–14 | فيلادلفيا سفنتي سيكسرز | 9   | 0   | 12.3  | .321    | .333   | .600 | 1.2    | .7  | .6     | .1   | 2.9  |
| المسيرة | المسيرة                | 13  | 0   | 12.7  | .326    | .320   | .667 | 1.5    | .6  | .5     | .2   | 3.4  |

## روابط خارجية
- جيمس نونالي على موقع الدوري الأوروبي لكرة السلة (الإنجليزية)
- جيمس نونالي على موقع إن بي أي (الإنجليزية)
- جيمس نونالي على موقع سبورتس رفرنس (الإنجليزية)
- جيمس نونالي على موقع الدوري الإسباني لكرة السلة (الإسبانية)
- جيمس نونالي على موقع كرة السلة الأوروبية.كوم (الإنجليزية)
- جيمس نونالي على موقع إي إس بي إن.كوم (الإنجليزية)
- جيمس نونالي على موقع كلية كرة السلة في سبورتس رفرنس.كوم (الإنجليزية)
- جيمس نونالي على موقع ريلجم (الإنجليزية)
- جيمس نونالي على موقع بروبوليرز (الإنجليزية)
- جيمس نونالي على موقع سبورتس رفرنس (الإنجليزية)